# Paul Narracott
Paul Narracott (né le 8 octobre 1959 à Florey, ACT) est un athlète australien, spécialiste du sprint, puis du bobsleigh.
C'est le premier Australien à avoir participé aux Jeux olympiques d'été et à ceux d'hiver (Albertville en 1992).
Commençant sa carrière comme sprinteur, il devient champion australien junior sur 100  et   200 m en 1975-1976. En 1977, il remporte le premier de ses six titres nationaux sur 100 m. Il est finaliste lors des premiers championnats du monde à Helsinki en 1983. Il participe aux jeux olympiques de l'année suivante, n'ayant pas pu participer, en raison du boycott, à ceux de 1980 à Moscou.